# Арселас, Себастьян
Себастьян Карлос Арселас (англ. Sebastian Carlos Arcelus; род. 5 ноября 1976, Нью-Йорк, США) — американский актёр, наиболее известный по роли Лукаса Гудвина в сериале «Карточный домик» и роли Джея Уитмена в сериале «Мадам госсекретарь».

## Происхождение
Родился в 1976 году в Нью-Йорке, в семье уругвайца Виктора Карлоса Арселаса и Фьяметты Фараче. По материнской линии имеет итальянские, русские, сербские и немецкие корни. Бабушка со стороны матери — Екатерина Иоанновна Романова (1915—2007) была членом российского императорского дома. В 1937 году она вступила в морганатический брак с итальянским дипломатом нобиле Руджеро Фараче ди Виллафореста (1909—1970), в связи с чем подписала отречение от прав на престолонаследие.
Как потомок Софии Ганноверской, находится в линии наследования Британского престола.

## Карьера
Арселас приобрёл известность в качестве актёра театра на Бродвее. Его бродвейский дебют состоялся в мюзикле «Рент». Также он исполнял роль Фиеро в первом национальном туре мюзикла «Злая» с 3 января по 3 октября 2006 года. Позже он исполнял эту роль в бродвейской постановке с 9 января по 16 декабря 2007.
В 2004 году Арселас сыграл в музыкальном фильме «Искушение», с участием таких бродвейских звёзд, как Элис Рипли, Адам Паскаль и Аника Нони Роуз, а также киноактрисы Зои Салдана и многих других.
Летом 2011 года Арселас принимал участие в съёмках и продюсировании независимого художественного фильма «Последний день августа», который был показан в Нью-Йорке 4 октября 2012 года.
С 2013 по 2016 год Арселас снимался в роли Лукаса Гудвина в сериале «Карточный домик». В настоящее время он играет роль Джея Уитмена в сериале «Мадам госсекретарь» на телеканале CBS.

## Личная жизнь
16 октября 2007 года Арселас женился на актрисе Стефани Блок, свадебная церемония прошла 25 октября в Тоскане. 19 января 2015 года у пары родилась дочь Вивьенн Хелена Арселас.

## Фильмография
| Год       |     | Русское название                    | Оригинальное название                                                       | Роль                     |
| --------- | --- | ----------------------------------- | --------------------------------------------------------------------------- | ------------------------ |
| 1996      | с   | Ультрамен Тига                      | ウルトラマンティガ                                                          | н/д                      |
| 2001      | мс  | Югио: Дуэльные монстры              | 遊☆戯☆王                                                                    | Эспа Роба                |
| 2001      | мс  | Покемон: Райко — легенда грома      | ポケットモンスタークリスタル・ライコウ 雷の伝説」                           | Винсент                  |
| 2001—2002 | мс  | Король-шаман                        | シャーマンキング                                                            | Зик Асакура / Йо Асакура |
| 2002      | мс  | Семь из семи                        | 七人のナナ                                                                  | Мицуми                   |
| 2002      | мс  | Samurai Deeper Kyo                  | サムライ ディーパー キョウ                                                  | Хотару                   |
| 2002—2003 | мс  | Кинникуман                          | キン肉マンⅡ世                                                               | агрессивный водитель     |
| 2003      | мф  | —                                   | The Fight for the Fox Box                                                   | Йо Асакура               |
| 2004      | мс  | Gokusen                             | ごくせん                                                                    | Такуро Накакуни          |
| 2004      | мс  | Жар-Птица                           | 火の鳥                                                                      | Адам                     |
| 2004      | мф  | Покемон: Судьба Деоксиса            | 劇場版ポケットモンスター アドバンスジェネレーション 裂空の訪問者 デオキシス | Рейф                     |
| 2004      | мф  | Югио!                               | 遊戯王デュエルモンスターズ 光のピラミッド                                   | дополнительные голоса    |
| 2004      | ф   | Искушение                           | Temptation                                                                  | н/д                      |
| 2004      | мс  | Югио!                               | 遊☆戯☆王                                                                    | Рекс Раптор              |
| 2004—2007 | мс  | Клуб Винкс                          | Winx Club                                                                   | Тимми / Палладиум        |
| 2005—2010 | мс  | Вперед, Диего! Вперед!              | Go, Diego! Go!                                                              | разные персонажи         |
| 2005—2012 | мс  | Даша-путешественница                | Dora the Explorer                                                           | разные персонажи         |
| 2006      | ф   | —                                   | iChannel                                                                    | Айбро                    |
| 2007      | мс  | —                                   | 古代王者恐竜キング                                                          | Рекс Оуэн                |
| 2007      | мс  | —                                   | 遊☆戯☆王デュエルモンスターズGX                                              | Марсель Бонапарте        |
| 2008      | мс  | —                                   | Diego’s Moonlight Rescue                                                    | Папи                     |
| 2009      | мф  | Черепашки навсегда                  | Turtles Forever                                                             | Рафаэль 1987 года        |
| 2011      | с   | В поле зрения                       | Person of Interest                                                          | Мэттьюс                  |
| 2012      | ф   | Последний день августа              | The Last Day of August                                                      | Марк                     |
| 2013—2016 | с   | Карточный домик                     | House of Cards                                                              | Лукас Гудвин             |
| 2014      | с   | —                                   | It Could Be Worse                                                           | Ховард                   |
| 2014      | с   | Оставленные                         | The Leftovers                                                               | Даг Дерст                |
| 2014      | мс  | Даша и друзья: Приключения в городе | Dora and Friends: Into the City!                                            | разные персонажи         |
| 2014      | ф   | Лучшее во мне                       | The Best of Me                                                              | Фрэнк                    |
| 2014—2019 | с   | Мадам госсекретарь                  | Madam Secretary                                                             | Джей Уитман              |
| 2015      | ф   | Третий лишний 2                     | Ted 2                                                                       | доктор Эд Данзер         |
| 2016      | ф   | Сплит                               | Split                                                                       | отец Кейси               |
| 2018      | с   | Двойка                              | The Deuce                                                                   | Дейв Хиллер              |
| 2019      | кор | —                                   | Alzheimer’s                                                                 | Луис                     |
| 2019      | с   | ФБР                                 | FBI                                                                         | Дрю Харпер               |
| 2019      | с   | Булл                                | Bull                                                                        | Эрик Кроуфорд            |
| TBA       | тф  | —                                   | Blanco                                                                      | Энди Сильвер             |